# San Juan Ayllu Tepantepec
San Juan Ayllu Tepantepec är en ort i Mexiko.   Den ligger i kommunen Santa María Peñoles och delstaten Oaxaca, i den sydöstra delen av landet, 400 km sydost om huvudstaden Mexico City. San Juan Ayllu Tepantepec ligger 2 521 meter över havet och antalet invånare är 288.
Terrängen runt San Juan Ayllu Tepantepec är lite bergig. Runt San Juan Ayllu Tepantepec är det ganska glesbefolkat, med 29 invånare per kvadratkilometer. Närmaste större samhälle är San Miguel Peras, 7,1 km söder om San Juan Ayllu Tepantepec. I omgivningarna runt San Juan Ayllu Tepantepec växer i huvudsak blandskog.